# (9510) Gurnemanz
(9510) Gurnemanz (5022 T-3) – planetoida z pasa głównego asteroid okrążająca Słońce w ciągu 5,42 lat w średniej odległości 3,08 j.a. Odkryta 16 października 1977 roku.